# Golfo de Policastro
El golfo de Policastro (del italiano: Golfo di Policastro) es una amplia ensenada de la costa occidental de Italia que se abre al mar Tirreno. Se extiende desde la punta de los Infreschi, en la región del Cilento, hasta el cabo Scalea, en el Alto Tirreno cosentino. Administrativamente, las costas del golfo pertenecen a tres provincias (Salerno, Potenza y Cosenza) de tres regiones distintas (Campania, Basilicata y Calabria).
Toma su nombre de la pequeña localidad de Policastro Bussentino, pedanía del municipio de Santa Marina, la antigua Pixous de la Magna Grecia y luego Buxentum en época romana.
Toda la costa tirrénica de la Basilicata está situada frente al golfo de Policastro. Los principales municipios son Sapri, en la Campania; Maratea, en la Basilicata; y Praia a Mare y Scalea, en Calabria. 
La parte del golfo que corresponde a la Campania incluye parte del parque nacional del Cilento y Vallo di Diano.

## Véase también

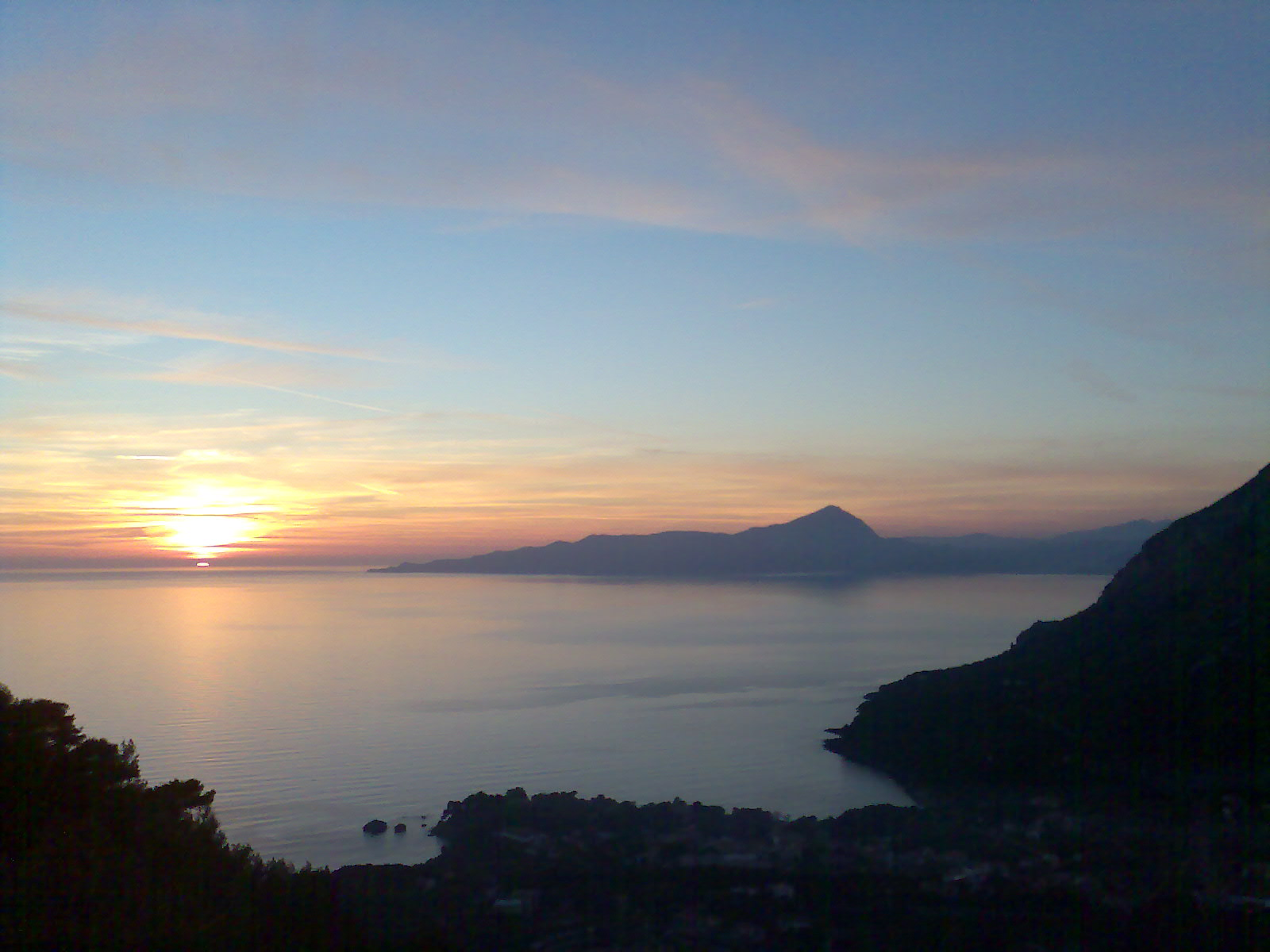
Atardecer en el golfo de Policastro desde Maratea (al fondo, la punta Infreschi)